# Akame ga Kill!
Akame ga Kill! (яп. アカメが斬る! Акамэ га киру!) — японская манга в жанре боевика и фэнтези, написанная Такахиро и иллюстрированная Тэцуей Тасиро.

## Мир
События Akame ga Kill! происходят в некой Империи, которая погрязла в коррупции, бедности, насилии и жестокости. Правит страной молодой Император, но мальчик наивен и неопытен в правлении, поэтому им помыкает премьер-министр Империи, который разрушает страну. Он является главным антагонистом серии и главной целью «Ночного Рейда». Всему этому злу противостоит революционная армия, которая хочет изменить Империю к лучшему. Помогает революции группа убийц — «Ночной Рейд». Они убивают людей, которые угрожают безопасности граждан и революции. У Империи тоже есть свои убийцы, которых созвали, чтобы уничтожить «Ночной Рейд». В этой войне убийцы двух сторон используют тэйгу — древние артефакты, созданные Империей более 1000 лет назад. С помощью редких материалов, собранных из самых редких и опасных существ, великих ученых, живших тогда и силы первого Императора, они создали нечто невероятное для того времени — 48 смертельных орудий, называемых тэйгу. Сила и форма тэйгу была самой разнообразной, но чтобы использовать тэйгу, человек должен быть с ним совместим.

## Сюжет
Деревня Тацуми бедна, и поэтому он вместе с товарищами отправляется в город, чтобы прославиться, заработать денег и спасти деревню от нищеты. В ходе нападения бандитов группа разделяется, и Тацуми отправляется в город один. По прибытии его встречает женщина по имени Леоне, которая впоследствии его грабит. Потеряв все деньги, Тацуми собирается спать на улице, но его встречает аристократическая девушка Ария и предлагает ему остановиться у неё и, если он захочет, стать её телохранителем, на что он отвечает согласием. Ночью на её дом совершает нападение группа убийц, именуемая «Ночной Рейд». Убив всю охрану, прислугу и её отца, главная героиня и убийца по имени Акамэ нападает на Арию, но её пытается остановить Тацуми и вступает в неравный бой. Тацуми проиграл, и Акаме собирается убить его вместе с Арией, однако Леоне (оказывается, что она тоже член «Ночного Рейда») успевает вовремя, и узнав парня, которого она ограбила, останавливает Акаме. Леоне показывает Тацуми ужасную картину: открыв амбар, он видит измученных полумёртвых и мёртвых жителей деревни, которых Ария пытала ради удовольствия. Оказывается, что среди этих жителей были и его товарищи Саё и Иэясу. Саё уже была мертва, а Иэясу перед смертью рассказывает Тацуми всю правду об Арии. Узнав правду, он берёт в руки меч и, не задумываясь, убивает Арию. После этого Леоне берёт его с собой на базу «Ночного Рейда». Там он знакомится со всеми членами «Ночного Рейда», которые рассказывают ему, что столица прогнила в коррупции и насилии и что их задача убить всех «прогнивших» и построить новую страну, где будет править закон и порядок. В итоге Тацуми присоединяется к «Ночному Рейду».

## Организации
- Ночной Рейд (яп. ナイトレイド Найто Рэйдо) — группа профессиональных убийц, основанная Наджендой, которые поддерживают армию революционеров для свержения премьер-министра и восстановления порядка в Империи. Для этого они убивают виновных: коррупционеров, взяточников и других убийц, работающих на Империю. Но в этом им противостоит другая группа, называемая «Егеря».
- Егеря (яп. イェーガーズ Иэ:га:дзу) — элитное подразделение, созданное Эсдэс для уничтожения преступности в столице, и прежде всего, для уничтожения «Ночного Рейда». Люди были приглашены в отряд из различных департаментов и военных подразделений Империи. Все члены владеют тэйгу.
- Дикая охота (яп. ワイルドハント Уирудо Ханто) — тайная полиция Империи, которая была образована после гибели нескольких членов «Егерей». Группа состоит из шести преступников мирового класса, владеющих тэйгу. Её сформировал премьер-министр с целью уничтожения «Ночного Рейда». Злоупотребляют властью, убивая невинных жителей ради удовольствия. Их командиром становится сын премьер-министра.
- Четыре Демона-Людоеда (яп. 羅刹四鬼 Расэцу Ёнки) — четыре высококвалифицированных солдата на службе у премьер-министра. Все четверо не владеют тэйгу, но обладают такой силой, что способны победить владельца тэйгу.
- Три зверя (яп. 三獣士 Сандзю:си) — элитные солдаты под руководством Эсдэс. Три воина, владеющие Тэйгу. Погибли в битве с Булатом и Тацуми.
- Путь мира — религиозная организация, которая была создана за 10 лет до начала событий манги. Её участники считают, что добрые дела могут сохранить чистоту души, ведут к счастью и долголетию.

## Медиа

### Манга
Публиковалась с марта 2010 года по декабрь 2016 года в журнале Gangan Joker. С октября 2013 по Январь 2019 в журнале Big Gangan публиковалась манга Akame ga KIll! Zero — приквел основной манги, который повествует о прошлом Акамэ, как она работала убийцей в Империи.

### Аниме
С июля по декабрь 2014 года транслировалась аниме-адаптация манги производства студии White Fox. Поскольку на момент выпуска аниме-адаптации издание манги не было завершено, сюжет картины был расширен сценаристом Макото Уэдзу и не совпадает с последующим изложением первоисточника.
Начальные темы
1. «Skyreach» (1—14 серии) — исполняет Сора Амамия
2. «Liar Mask» (15—24 серии) — исполняет Рика Маяма

Завершающие темы
1. «Konna Sekai, Shiritakunakatta.» (яп. こんな世界、知りたくなかった。 Конна Сэкай, Сиритакунакатта.) (1−14 серии) — исполняет Мику Саваи
2. «Tsuki Akari» (15−24 серии) — исполняет Сора Амамия

## Примечание
1. ↑  Akame ga KILL! GN 1 — Review. Дата обращения: 14 июня 2022. Архивировано 14 июня 2022 года.
2. ↑  Akame ga Kill! Dark Action Fantasy Manga Gets TV Anime. Anime News Network (20 января 2014). Дата обращения: 20 января 2014. Архивировано 31 июля 2020 года.